# ديفيد كارستينز
ديفيد كارستينز (بالإنجليزية: David Carstens)‏ (أغسطس 1914 – 6 أغسطس 1955) هو ملاكم جنوب أفريقي راحل، مثّل بلاده في الألعاب الأولمبية الصيفية 1932.

## روابط خارجية
ديفيد كارستينز على موقع بوكس ريك (الإنجليزية) (registration required)
- ديفيد كارستينز على موقع أوليمبيديا (الإنجليزية)